# Sollevamento pesi ai Giochi della XXIX Olimpiade - 53 kg femminile

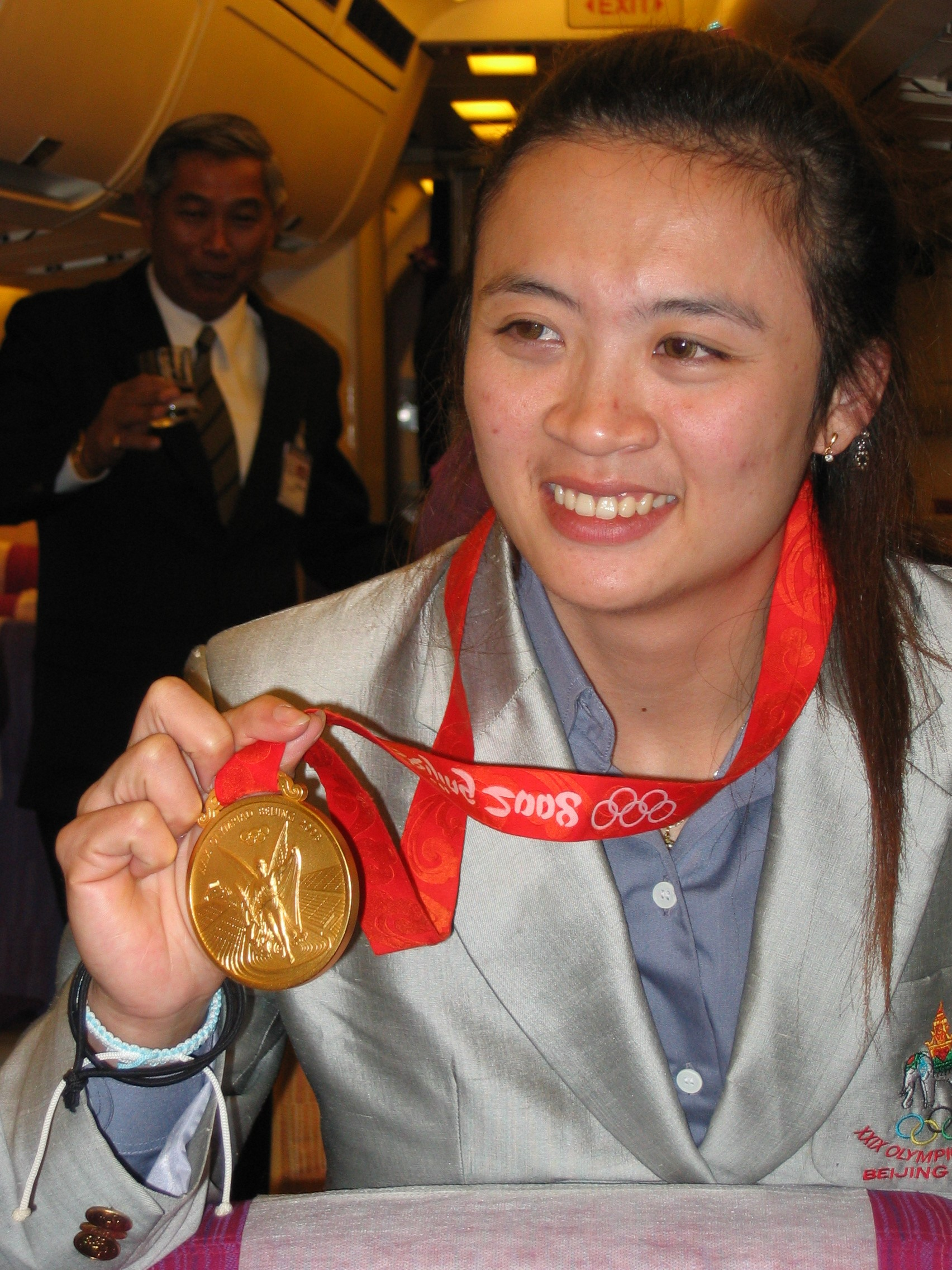
La vincitrice Prapawadee Jaroenrattanatarakoon con la medaglia d'oro conquistata nel 2008

## Risultati
| Pos. | Paese              | Atleta                           | Strappo | Strappo | Strappo | Strappo   | Slancio | Slancio | Slancio | Slancio   | Totale |
| Pos. | Paese              | Atleta                           | 1       | 2       | 3       | Risultati | 4       | 5       | 6       | Risultati | Totale |
| ---- | ------------------ | -------------------------------- | ------- | ------- | ------- | --------- | ------- | ------- | ------- | --------- | ------ |
|      | Thailandia         | Prapawadee Jaroenrattanatarakoon | 92      | 95      | 97      | 95        | 120     | 126     | 130     | 126       | 221    |
|      | Corea del Sud      | Yoon Jin-hee                     | 94      | 97      | 97      | 94        | 116     | 118     | 119     | 119       | 213    |
|      | Indonesia          | Raema Lisa Rumbewas              | 91      | 95      | 95      | 91        | 110     | 115     | 121     | 115       | 206    |
| 4    | Rep. Dominicana    | Yudelquis Maridalin              | 89      | 93      | 96      | 93        | 111     | 118     | 120     | 111       | 204    |
| 5    | Stati Uniti        | Melanie Roach                    | 79      | 81      | 83      | 83        | 105     | 108     | 110     | 110       | 193    |
| 6    | Germania           | Julia Rohde                      | 77      | 80      | 82      | 82        | 99      | 103     | 105     | 103       | 185    |
| 7    | Papua Nuova Guinea | Dika Toua                        | 77      | 77      | 80      | 80        | 104     | 108     | 108     | 104       | 184    |
| 8    | Venezuela          | Judith Chacón                    | 75      | 75      | 80      | 80        | 101     | 106     | 106     | 101       | 181    |
| DSQ  | Bielorussia        | Anastasija Novikava              | 92      | 95      | 97      | 95        | 116     | 116     | 118     | 118       | 213    |